# گرند گیتوی شانگهای
گرند گیتوی شانگهای (انگلیسی: Grand Gateway Shanghai) ساختمان اداری ۵۲ طبقه مستقر در شهر شانگهای، چین است.